# Krzysztof Adamowicz
Krzysztof Adamowicz (ur. 24 lipca 1977 w Gdyni) – polski lekarz, doktor habilitowany nauk medycznych, Gdański Uniwersytet Medyczny, specjalista w zakresie onkologii klinicznej, psychoonkolog kliniczny.

## Życiorys
Jego ojciec Krzysztofa Adamowicza Franciszek był oficerem Wojska Polskiego, a matka Barbara pracownikiem Inspekcji Sanitarnej. Dzieciństwo spędził w Gdyni i Wejherowie, gdzie ukończył szkołę podstawową. Następnie w latach 1992–1996 uczęszczał do IX Liceum Ogólnokształcącego im. Klementyny Hoffmanowej w Warszawie. Studia na Wydziale Lekarskim Gdańskiego Uniwersytetu Medycznego rozpoczął w 1996 roku, wieńcząc każdy rok nauczania otrzymywaniem stypendium naukowego. Przez ostatnie lata studiów aktywnie uczestniczył w pracach onkologicznego koła naukowego. Studia ukończył w 2002 roku otrzymując tytuł lekarza. Jego żona Joanna jest lekarzem, specjalistą medycyny wewnętrznej, mają dwie córki: Kasię i Julię.
- 2002 r. – uzyskanie tytułu lekarza, Wydział Lekarski – Gdański Uniwersytetu Medyczny
- 2009 r. – uzyskanie tytułu specjalisty w dziedzinie onkologii klinicznej – Centrum Egzaminów Medycznych w Warszawie
- 2011 r. – uzyskanie stopnia doktora nauk medycznych (dziedzina: nauk medycznych; dyscyplina: medycyna) na podstawie rozprawy: Ocena gotowości do zmian postaw i zachowań prozdrowotnych młodzieży do lat 18 pod wpływem edukacji zdrowotnej w zakresie chorób nowotworowych na Wydziale Nauk o Zdrowiu Gdańskiego Uniwersytetu Medycznego[1]
- 2016 r. – ukończenie studiów podyplomowych i uzyskanie tytułu psychoonkologa klinicznego na Wydziale Nauk o Zdrowiu Gdańskiego Uniwersytetu Medycznego[1]
- 2019 r. – uzyskanie stopnia doktora habilitowanego nauk medycznych (dziedzina: nauk medycznych i nauk o zdrowiu; dyscyplina: nauki medyczne) na podstawie rozprawy: Analiza parametrów oceny jakości życia zależnej od zdrowia we współczesnych randomizowanych badaniach III fazy u chorych na zaawansowane, przerzutowe nowotwory oraz ocena wiedzy onkologicznej oraz jej wpływu na podstawowe parametry oceny skuteczności terapii ze szczególnym uwzględnieniem jakości życia u chorych leczonych systemowo w praktyce klinicznej na Wydziale Nauk o Zdrowiu Gdańskiego Uniwersytetu Medycznego[1].

## Dorobek naukowy
Obejmuje 59 publikacji o sumarycznym współczynniku oddziaływania IF = 51,458 (KBN/MNiSW = 498 pkt.. W 31 publikacjach był pierwszym, w 2 publikacjach drugim autorem. Jest autorem i współautorem kilkunastu doniesień zjazdowych w kraju i zagranicą. Jest recenzentem kilkunastu prac w czasopismach naukowych w dziedzinie onkologii i psychoonkologii.

## Przynależność do towarzystw naukowych[4]
- European Society for Medical Oncology
- Polskie Towarzystwo Onkologii Klinicznej
- Polskie Towarzystwo Onkologiczne
- American Society of Clinical Oncology

## Informacje o dotychczasowym zatrudnieniu[4]
- 2002–2003 r. – staż podyplomowy w Szpitalu Specjalistycznym im. Floriana Ceynowy w Wejherowie
- 2003 r. – młodszy asystent na Oddziale Kardiologii z Pododdziałem Intensywnego Nadzoru Kardiologicznego Szpitala Specjalistycznego im. Floriana Ceynowy w Wejherowie
- 2004–2008 r. – staże specjalistyczne w Klinice Onkologii i Radioterapii Gdańskiego Uniwersytetu Medycznego (zatrudnienie jako młodszy asystent)
- 2004–2008 r. – równoległe zatrudnienie w Poradni Onkologicznej i Chorób Piersi Szpitala Specjalistycznego im. Floriana Ceynowy w Wejherowie
- 2004–2011 r. – całodobowe dyżury medyczne w Oddziale Chorób Wewnętrznych i Oddziale Chorób Płuc Szpitala Specjalistycznego im. Floriana Ceynowy w Wejherowie
- 2009–2015 r. – prowadzenie zajęć dydaktycznych z onkologii klinicznej i radioterapii (w ramach umowy o dzieło dydaktyczne) w Klinice Onkologii i Radioterapii w Gdańskim Uniwersytecie Medycznym dla studentów Wydziału Lekarskiego z oddziałem „english division”
- 2009–2017 r. – starszy asystent w Oddziale Onkologii Wojewódzkiego Centrum Onkologii w Gdańsku
- 2017–2019 r. – Ordynator Oddziału Onkologii oraz Koordynator Chemioterapii Ambulatoryjnej Wojewódzkiego Centrum Onkologii w Gdańsku
- 2009–nadal – Kierownik Poradni Onkologicznej Szpitala Specjalistycznego im. Floriana Ceynowy w Wejherowie
- 2011–nadal – Kierownik Chemioterapii Ambulatoryjnej Szpitala Specjalistycznego im. Floriana Ceynowy w Wejherowie
- 2013–nadal – wykładowca na Wydziale Nauk o Zdrowiu z Oddziałem Pielęgniarstwa i Instytutem Medycyny Morskiej i Tropikalnej
- 2019– nadal – Starszy Asystent w Oddziale Onkologii Jednego Dnia Gdyńskiego Centrum Onkologii, Szpitale Pomorskie Sp. z o.o.
- 2019– nadal – Kierownik Oddziału Onkologii Klinicznej Jednego Dnia Szpitala Specjalistycznego im. Floriana Ceynowy w Wejherowie, Szpitale Pomorskie Sp. z o.o.

## Działalność w Szpitalu Specjalistycznym im. F. Ceynowy w Wejherowie (obecnie Szpital należy do spółki: Szpitale Pomorskie sp. z o.o.)[4][5]
- Utworzenie Poradni Onkologicznej na bazie Poradni Profilaktyki Chorób Piersi – 2006 rok
- Utworzenie Chemioterapii Ambulatoryjnej – 2011 rok
- Powołanie i Uczestnictwo w Wielospecjalistycznych Konsyliach Lekarskich w ramach zintegrowanego systemu Diagnostyki i Leczenia Onkologicznego – 2018 rok
- Utworzenie struktury Oddziału Dziennego Chemioterapii (Onkologii) – 2019 rok

## Nagrody[4]
- W latach 2014, 2015 i 2016 roku został trzykrotnie wybrany „lekarzem najbardziej przyjaznym pacjentom onkologicznym” w ogólnokrajowym plebiscycie organizowanym przez portal onkomapa.pl[6]
- Laureat nagrody „Bursztynowy Gryf” – starosta powiatu wejherowskiego umotywował swoją decyzję słowami: „Dr Krzysztof Adamowicz wybitny specjalista w dziedzinie onkologii klinicznej, inicjator powstania Poradni Onkologicznej w wejherowskim szpitalu został uhonorowany przez starostę Gabrielę Lisius "Bursztynowym Gryfem". To jedna z najbardziej prestiżowych nagród przyznawana przez powiat wejherowski”[7]
- Jest jednym z bohaterów książki o wyjątkowych lekarzach Nie jesteśmy Bogami[8]
- Bohater reportażu w Dzienniku Bałtyckim[9]
- Bohater reportażu Gazety Wyborczej[10]

## Działalność w zakresie profilaktyki onkologicznej i promocji zdrowia[4]
- Prezes Stowarzyszenia „Onkologia dla Pomorza”.
- Doradztwo przy tworzeniu i stałe konsultacje dotyczące działalności Stowarzyszenia Wspierającego Osoby Dotknięte Chorobami Nowotworowymi.
- Doradztwo i czynne uczestnictwo w Stowarzyszeniu Walki z Rakiem Płuca (w tym konsultacje w zakresie onkologii klinicznej).
- Organizator i uczestnik cyklu szkoleń z zakresu onkologii dla pielęgniarek środowiskowych w powiecie wejherowskim.
- Organizator i uczestnik cyklu szkoleń z zakresu onkologii dla lekarzy rodzinnych w powiecie wejherowskim.
- Organizator i uczestnik spotkań z różnymi grupami społecznymi w cyklu „Spotkania z Onkologiem”.
- Uczestnik czatów z cyklu „Wirtualne spotkania z Onkologiem”.
- Propagator profilaktyki przeciwnowotworowej w akcjach telewizji lokalnych i regionalnych oraz popularyzator wiedzy o nowotworach.
- Aktywnie uczestniczył w pilotażowym programie edukacyjnym w szkołach gimnazjalnych i średnich, edukując młodzież w zakresie chorób nowotworowych w latach 2008–2012.
- Aktywnie uczestniczył w pokazach i prelekcjach dotyczących profilaktyki nowotworowej dla ludności powiatu wejherowskiego
- Sprawuje opiekę naukową nad studentami i lekarzami w toku specjalizacji.
- Wykładowca w zakresie onkologii dla specjalizacji pielęgniarskich w Szpitalu w Wejherowie.
- Wykładowca w zakresie studiów z psychoonkologii Gdańskiego Uniwersytetu Medycznego.